# Araucaria
Araucaria (vernacular, araucária) é um gênero de árvores coníferas na família Araucariaceae. Existem 22 espécies no gênero, com distribuições altamente separadas na Nova Caledônia (onde 15 espécies são endêmicas), Ilha Norfolque, sudeste da Austrália, Nova Guiné, Argentina, Chile, e sul e parte do sudeste do Brasil.

## História e biogeografia
No registro fóssil Araucaria aparece no Jurássico, contendo diversos exemplares e demonstrando que as espécies do gênero eram bem distribuídas neste período. Fósseis de Araucaria são encontrados em diversos locais: América do Sul, África, Austrália, Antártica, América do Norte e Europa. O gênero teve uma ampla distribuição durante o Cretáceo e no final deste período as seções já estavam diferenciadas.
No começo do Terciário a distribuição do gênero ocorre de forma próxima a atual, restrita ao Hemisfério Sul, isto ocorre pela separação da Gondwana, assim como pelo surgimento de plantas com flor que extinguem o gênero Araucaria, assim como a família Araucariaceae, do Hemisfério Norte.
A separação da Gondwana cria um processo de vicariância onde a seção Araucaria,  que possui sua distribuição atual na América do Sul, é separada das seções Bunya, Intermedia e Eutacta, que possuem distribuição atual na Austrália, Nova Calêdonia, Ilha de Norfolk e Papua Nova Guiné. Este processo vicariante cria uma distribuição muito ampla do gênero, que passa a sofrer diferentes processos de seleção natural e pode ter levado a um processo de conservação filogenética de nicho.
Atualmente, a região com mais espécies de Araucaria é a Nova Caledônia, que contém 15 espécies endêmicas, a divergência destas espécies é recente e existem indícios para um possível evento de irradiação adaptativa recente que diferenciou as espécies que ocorrem na Ilha, já que a Nova Caledônia é considerada, além de uma ilha Darwiniana antiga, um hotspot de biodiversidade.

## Usos
O gênero Araucaria tem o uso principalmente em duas formas: extração de madeira e o consumo da pinha. Isto é relevante especialmente para Araucaria angustifolia e Araucaria araucana, que fornecem a pinha nos meses de inverno do hemisfério sul, quando as angiospermas que também são árvores frutíferas não estão em período de frutificação.
Araucaria angustifolia foi muito utilizada até 1965, data da primeira reforma florestal brasileira, como um subsituto do Pinus sp. para a reconstrução da Europa nos dois pós-guerras. Nos estados do Sul houve grande desmate de Floresta com Araucária, devido a este fator .
A. angustifolia foi quase levada a extinção devido a sua madeira ser utilizada para a construção civil e de móveis. Outras espécies do gênero também foram exploradas com finalidades parecidas.   
Quanto as espécies anemocóricas que estão na Nova Caledônia, seu uso é incerto.

## Classificação e lista das espécies
O gênero divide-se em quatro secções; Araucaria tendo três espécies, Bunya com uma espécies, Intermedia, com uma espécie e Eutacta com 17 espécies.
- Secção Araucaria. Folhas extensas; pinha com mais de 12 cm de diâmetro; germinação hipógea da semente.
  - Araucaria angustifolia variedade augustifólia. Araucária ou Pinheiro do Paraná. Região sul e sudeste do Brasil, Paraguai e Missiones, Argentina.
  - Araucaria angustifolia variedade caiova. Araucária Cajuvá ou Pinheiro Cajuvá. Região sul e sudeste do Brasil.
  - Araucaria araucana. Araucária-chilena ou Pehuén. Região sul do Chile e sudoeste da Argentina.
- Secção Bunya
  - Araucaria bidwillii. Araucária-de-queenslândia. Leste da Austrália.
- Seccção Intermedia
  - Araucaria hunsteinii. Klinki. Nova Guiné.
- Secção Eutacta. Folhas estreitas, forma de furador; pinha com menos de 12 cm de diâmetro; germinação epígea da semente.
  - Araucaria bernieri. Araucária-de-Bernier. Nova Caledônia.
  - Araucaria biramulata. Nova Caledônia.
  - Araucaria columnaris. Araucária-colunar ou Pinheiro-de-Cook. Nova Caledônia.
  - Araucaria cunninghamii variedade cunninghamii. Araucária-da-austrália. Leste da Austrália, Nova Guiné.
  - Araucaria cunninghamii variedade papuana. Araucária-da-austrália. Leste da Austrália, Nova Guiné.
  - Araucaria goroensis. Nova Caledônia
  - Araucaria heterophylla. Araucária-de-norfolk. Ilha Norfolk.
  - Araucaria humboldtensis. Nova Caledônia.
  - Araucaria laubenfelsii. Nova Caledônia.
  - Araucaria luxurians. Nova Caledônia.
  - Araucaria montana. Nova Caledônia.
  - Araucaria muelleri. Nova Caledônia.
  - Araucaria nemorosa. Nova Caledônia.
  - Araucaria rulei. Nova Caledônia.
  - Araucaria schmidii. Nova Caledônia.
  - Araucaria scopulorum. Nova Caledônia.
  - Araucaria subulata. Nova Caledônia.